# La Colombiade
La Colombiade, ou La foi portée au Nouveau Monde est un poème d'Anne-Marie du Boccage publié en 1756.
Ce poème, structuré en dix chants, raconte le périple en mer de Christophe Colomb, son arrivée, et sa rencontre avec les amérindiens.
L’œuvre est influencée par le mythe du bon sauvage, idée réapparue à l'époque, entre autres, par le biais de la philosophie rousseauiste, notamment via le Second discours de Rousseau, mais aussi chez Voltaire, avec l'Essai sur les mœurs et l'esprit des nations.

## Éditions modernes
Anne-Marie du Boccage, La Colombiade, Paris, Indigo - Côté Femmes, 2019, 224 p. (ISBN 978-2-35260-150-0)